# ام‌وی مگنوم
ام‌وی مگنوم (به انگلیسی: MV Magnum) یک کشتی است که طول آن 118.8 metres LOA می‌باشد. این کشتی در سال ۱۹۷۹ ساخته شد.